# Sporobolus
Sporobolus es un género de plantas herbáceas perteneciente a la familia de las poáceas. Es originario de las regiones templadas y tropicales del globo.

## Descripción
Son plantas perennes, rizomatosas. Tallos glabros. Hojas glaucas, con limbo plano o convoluto, rígido, surcado en el haz y ligeramente estriado en el envés. Inflorescencia en panícula laxa. Espiguillas comprimidas lateralmente, cortamente pedunculadas, con 1 sola flor hermafrodita articulada con la raquilla. Glumas desiguales, uninervadas. Raquilla no prolongada por encima de la flor. Lema escariosa, uninervada. Pálea igualando a la lema, binervada, biaquillada en la base. Periantio con 2 lodículas obtusas y casi enteras. Androceo con 3 estambres.

## Taxonomía
El género fue descrito por Robert Brown y publicado en Prodromus Florae Novae Hollandiae 169. 1810. La especie tipo es: Sporobolus indicus (L) R. Br.
Etimología
El nombre del género deriva del griego spora (semillas) y ballein (tirar), aludiendo a la semilla cuando se libera y (probablemente) por la manera, a veces por la fuerza, de su lanzamiento.
Citología
El número cromosómico básico del género es x = 9 y 10, con números cromosómicos somáticos de 2n = 18, 24, 36, 38, 54, 72, 80, 88, 90, 108, y 126, ya que hay especies diploides y una serie poliploide. Nucléolos persistentes. Cromosomas relativamente "pequeños".

## Especies
- Sporobolus airoides Torr.
- Sporobolus annuus Vasey
- Sporobolus arenaceus Buckley
- Sporobolus aristatus Rydb.
- Sporobolus attentuatus Nash
- Sporobolus auriculatus Vasey
- Sporobolus caespitosus Kunth
- Sporobolus canovirens Nash
- Sporobolus capillaris Vasey
- Sporobolus commutatus Hack.
- Sporobolus cryptandrus A.Gray
- Sporobolus diffusissumus Buckley
- Sporobolus expansus Scribn.
- Sporobolus floridanus Chapm.
- Sporobolus giganteus Nash
- Sporobolus hintoni W.Hartley
- Sporobolus indicus (L) R. Br.
- Sporobolus interrruptus Vasey
- Sporobolus jonesii Vasey
- Sporobolus macrospermus Scribn.
- Sporobolus neglectus Nash
- Sporobolus ozarkanus Fernald
- Sporobolus palmeri Scribn.
- Sporobolus patens Swallen
- Sporobolus pilosus Vasey
- Sporobolus pinetorum Weakley & P.M.Peterson
- Sporobolus pungens (Schreber) Kunth
- Sporobolus pyramidatus (Lam.) Hitchc.
- Sporobolus rigens
- Sporobolus silveanus Swallen
- Sporobolus simplex Scribn.
- Sporobolus stapfianus
- Sporobolus temomairemensis Judz. & P.M.Peterson
- Sporobolus teretifolius R.M.Harper[4][5]